# Agustín Febres-Cordero Ribadeneyra
Agustín Febres-Cordero Ribadeneira (Guayaquil, 28 de agosto de 1921 - ibídem, 25 de octubre de 2013) fue un diputado, ministro, empresario y dirigente deportivo ecuatoriano. Fue hermano de León Febres-Cordero Ribadeneyra expresidente de la República del Ecuador.

## Biografía
Nació en Guayaquil, provincia del Guayas, el 28 de agosto de 1921. Sus padres fueron Agustín Febres Cordero Tyler y María Rivadeneira Aguirre. Sus hermanos fueron: Leonor de Trujillo, Mercedes de Plaza (+), María Auxiliadora de Durán-Ballén, Delia de Gilbert, León Febres-Cordero Ribadeneyra (+) expresidente de la República del Ecuador y Nicolás Febres-Cordero Ribadeneyra. Fue descendiente del prócer General León de Febres-Cordero y Oberto.
En su juventud militó el equipo Club Sport Patria, del cual su padre fuera fundador, como futbolista y presidente.
En los años 1960 fundó la empresa Febres-Cordero Cía. de Comercio S.A.
Fue fundador de la industria Ecuasal.
Fue dirigente del Guayaquil Tenis Club.

### Matrimonio y descendencia
Casó con Isabel Rosales Aspiazu, con quien procreó los siguientes hijos: María Dolores (+), María Isabel de Maspons, Agustín, Francisco, Carlos, Jaime, César y María de Lourdes.

## Vida política
Fue Ministro de Defensa Nacional de la República del Ecuador, en el gobierno de Otto Arosemena Gómez.
En 1956 fue vicepresidente de la Cámara de Diputados.
Fue parte de la Caja Regional del Seguro Social como subgerente.
Desde 1992 hasta 2013, fue inspector de la Junta de Beneficencia de Guayaquil; y, desde 1996 hasta 2012, del hospital gíneco-obstétrico Enrique C. Sotomayor, regentado por la misma junta de beneficencia.

### Fallecimiento
Murió en su natal Guayaquil, a la edad de 92 años, el 25 de octubre de 2013.